# Devič'ja vesna
Devič'ja vesna (Девичья весна) è un film del 1960 diretto da Veniamin Davydovič Dorman e Genrich Oganesjan.